# Guaviare (rivier)
De Guaviare is een rivier in Colombia. De rivier begint op de plek waar de rivieren Guayabero en Ariari, die beide hun oorsprong hebben in het oostelijke deel van het Andesgebergte, bij elkaar komen. De rivier komt uit in de Orinoco, op de grens van Colombia en Venezuela. Een van de belangrijkste aanvoeraders voor de Guaviare is de Inírida. De stad San José del Guaviare is de belangrijkste stad gelegen aan de rivier.
De totale lengte van de rivier is ongeveer 1472 kilometer, waarmee het een van de langste rivieren van Colombia is.